# Hacer Topaktaş Üstüner
Hacer Topaktaş Üstüner (ur. 1979) – turecka historyczka, polonistka, wykładowczyni Uniwersytetu Stambulskiego.

## Życiorys
Ukończyła studia na Uniwersytecie Stambulskim (2001) oraz Karadeniz Teknik Üniversitesi w Trabzonie (2005). W 2013 doktoryzowała się na Uniwersytecie Hacettepe w Ankarze na podstawie dysertacji o Franciszku Piotrze Potockim.
Jej zainteresowania naukowe obejmują historię dyplomacji stosunków polsko-tureckich, relacje i oddziaływania kulturowe. Jako pierwsza spośród tureckich historyków opanowała języki polski.
Od 2013 zawodowo związana z Uniwersytetem Stambulskim, gdzie jest kierowniczką Zakładu Języka Polskiego i Literatury. Pracowała także na Karadeniz Teknik Üniversitesi (2002–2006, 2013) oraz w Instytucie Języków i Literatur Słowiańskich Uniwersytetu Hacettepe (2006–2013).
W 2021 została laureatką Nagrody im. Benedykta Polaka Ministerstwa Spraw Zagranicznych RP w kategorii dla badacza zagranicznego. W 2022 została laureatką konkursu Historycznego Ministra Spraw Zagranicznych na najlepsze publikacje promujące historię polskiej dyplomacji i historię Polski w kategorii „Najlepsza publikacja obcojęzyczna promująca historię Polski”.

## Publikacje książkowe
- Hacer Topaktaş: Osmańsko-polskie stosunki dyplomatyczne : poselstwo Franciszka Piotra Potockiego do Stambułu (1788−1793). Kraków: Towarzystwo Autorów i Wydawców Prac Naukowych Universitas, 2017, s. 535. ISBN 978-83-242-3100-3.

## Odznaczenia
- Krzyż Kawalerski Orderu Zasługi RP – Polska, 2024[5][6]